# Ciemiernik czerwonawy
Ciemiernik czerwonawy, ciemiernik purpurowy (Helleborus purpurascens Waldst. & Kit.) – gatunek rośliny należący do rodziny jaskrowatych.

## Rozmieszczenie geograficzne
W zasięgu ogólnym ciemiernik purpurowy uważany był, niezbyt precyzyjnie, za gatunek endemiczny dla Karpat lub Karpat Wschodnich. Ściślej uznać go należy za subendemit dacki z głównymi ośrodkami występowania w Karpatach Południowych i Wschodnich, Górach Bihorskich, na Wyżynie Transylwańskiej, Pogórzu Północno-Węgierskim oraz Podolu Zachodnim. Natomiast w Górach Dynarskich i na Bałkanach, skąd podawany jest przez różnych autorów, występują raczej zbliżone do niego morfologicznie gatunki sympatryczne jak np.: H. atrorubens (Góry Dynarskie), H. serbicus (Góry Wschodnioserbskie), H. odorus f. purpureiformis (Bałkany). Zgodne jest to z postulatem iż południowa granica zasięgu ciemiernika purpurowego przebiega w Karpatach Południowych. Zagadnienie to wymaga jednak szczegółowych badań.
W Polsce dziko występuje tylko w Bieszczadach Zachodnich na kilku stanowiskach: Małe Jasło, Hyrlata, Worwosoka, Okrąglik, Rypi Wierch, pomiędzy Roztokami Górnymi a Okrąglikiem.

## Morfologia
ŁodygaGruba, wzniesiona, o wysokości 15–30 cm. Kłącze ma długowieczne, masywne – pojedyncza rameta (kępa) może osiągnąć średnicę kilkudziesięciu centymetrów. Część podziemna stanowi główną jego biomasę, wobec stosunkowo niewielkiego pędu generatywnego i liści odziomkowych.
LiścieLiście odziomkowe długoogonkowe o blaszce dłoniasto złożonej generalnie z pięciu piłkowanych na krawędziach odcinków, ciemnozielone, o silnej, grubej nerwacji, nieco skórzaste lecz nie zimotrwałe, spodem na nerwach rzadko owłosione. Liście odziomkowe rozpoczynają wzrost mniej więcej w okresie zawiązywania się owoców (maj), a ich parametry: średnica blaszki liściowej, długość ogonka liściowego oraz kształt, zależą od wieku rośliny oraz warunków środowiskowych; w warunkach optymalnych najdłuższy segment osiąga długość 20–25 cm. Górne liście łodygowe są siedzące, z reguły trójklapowe, czasami wtórnie powcinane, długości do 10 cm, choć bywają też zredukowane do jednocentymetrowego błoniastego rąbka.
KwiatyOd 1 do kilkunastu na łodydze, zwykle 2–5. Listki okwiatu z zewnątrz są podbarwione fioletowo, wewnątrz liliowosine, w wyższych położeniach górskich wyraźnie ciemniejsze niż w dolinach. Okwiat 5-działkowy, liczne pręciki, słupków zwykle 5, słupkowie apokarpijne. Liczba kwiatów na pędzie oraz liczba słupków i miodników w słupkowiu zmienna osobniczo i populacyjnie, nawet w obrębie klasy wiekowej, czy też wielkościowej.
Owoce, nasionaMieszki bez dzióbka z kilkunastoma czarnymi błyszczącymi nasionami, wysypującymi się pod koniec czerwca, nasiona bez elajosomów.
Gatunki podobneW ogrodach często mylony z ciemiernikiem kaukaskim i ciemiernikiem rdzawoczerwonym oraz ich ozdobnymi hybrydami.

## Biologia i ekologia
- Bylina, hemikryptofit. Jest rośliną o budowie polikormonicznej, stąd w praktyce nie można ustalić granic pojedynczego osobnika (genety). Pęd generatywny rozpoczyna wzrost wczesną wiosną bezpośrednio po ustąpieniu śniegu (marzec-kwiecień). Rozwijające się kwiaty zasadniczo są odporne na przymrozki, które wstrzymują jedynie ich wzrost, natomiast uszkodzenia może powodować marznący deszcz. Kwitnie od lutego do kwietnia.
- Biotop, wymagania. Spotykany jest zarówno na ubogich, płytkich glebach szkieletowych, jak i na głębokich, bogatych w próchnicę. Preferuje miejsca zasobniejsze w wilgoć, chociaż zdecydowanie unika miejsc silnie wilgotnych. Spotykany jest również na siedliskach ciepłych i nasłonecznionych, lecz tam zazwyczaj nie wytrzymuje konkurencji z roślinnością trawiastą. Występowanie ciemiernika w zbiorowiskach łąkowych związane jest zazwyczaj z umiarkowanym zaburzeniem (np. działalność kretów czy też gryzoni). Rośnie również na dawnych zrębach, gdzie jego trwanie wynika z dużej żywotności i długowieczności. Ciemiernik znosi ocienienie, lecz rosnąc na dnie lasu wykazuje oznaki obniżonej żywotności, słabo kwitnie i owocuje. W ogólnym zasięgu ciemiernik nie jest związany z jakimś określonym zespołem lub piętrem roślinnym. W górach występuje najczęściej w piętrze buczyny, zajmując raczej miejsca prześwietlone – stare osuwiska, skraje zabagnionych polanek, części przygrzbietowe. Spotykany jest też na połoninach, lecz tylko w sąsiedztwie lasu (w ekotonie). Nigdy nie występuje w lasach iglastych, co związane może być z niewystarczającą ilością światła docierającego do dna lasu, brakiem owadów zapylających lub znacznym przesuszeniem i zakwaszeniem ściółki, co uniemożliwia kiełkowanie nasion.
- Roślina trująca. Ze względu na zawartość alkaloidów w większych ilościach cała roślina jest silnie trująca. Po doustnym spożyciu powoduje duszności, niepokój, skurcze i paraliż[12]. Śmierć następuje w wyniku paraliżu mięśni oddechowych[12].
- Liczba chromosomów 2n=32[13].

## Zastosowanie
Ze względu na zawartość alkaloidów (helleboryna i helleborydyna) wyciąg z kłączy był stosowany w medycynie pod nazwą „Rhizoma Hellebori” jako lek przeciwko pasożytom oraz lek nasercowy (działanie zbliżone do digitaliny).

## Zagrożenia i ochrona
Roślina objęta w Polsce ścisłą ochroną gatunkową.
Na Czerwonej liście roślin i grzybów Polski (2006) jest umieszczona w grupie gatunków rzadkich, potencjalnie zagrożonych (kategoria zagrożenia R). W wydaniu z 2016 roku otrzymała kategorię VU (narażony).
W opracowaniu Polska czerwona księga roślin (2001) nadano mu kategorię zagrożenia LR, czyli niższego ryzyka. W wydaniu z 2014 roku otrzymał kategorię VU (narażony). Polskie populacje są pod stałą kontrolą. Na najbogatszym w Polsce stanowisku ciemiernika na Małym Jaśle liczba pędów generatywnych systematycznie się zmniejsza (z 350 w 1996 do 70 w 2007). Za główną przyczynę zanikania gatunku uznaje się zaniechanie użytkowania gospodarczego traworośli (wypasania i koszenia), co powoduje ich zarastanie łanami maliny. Problem stanowić też może zbyt intensywne ich zagospodarowanie. Z nasion pobranych z naturalnych stanowisk podjęto uprawę tego gatunku w ogródku przy Bieszczadzkim Parku Narodowym, w Arboretum w Bolestraszycach i w kilku ogrodach botanicznych.